# Asterocheres berniciensis
Asterocheres berniciensis is een eenoogkreeftjessoort uit de familie van de Asterocheridae. De wetenschappelijke naam van de soort is voor het eerst geldig gepubliceerd in 1899 door Brady.